# Synagoge (Nantes)

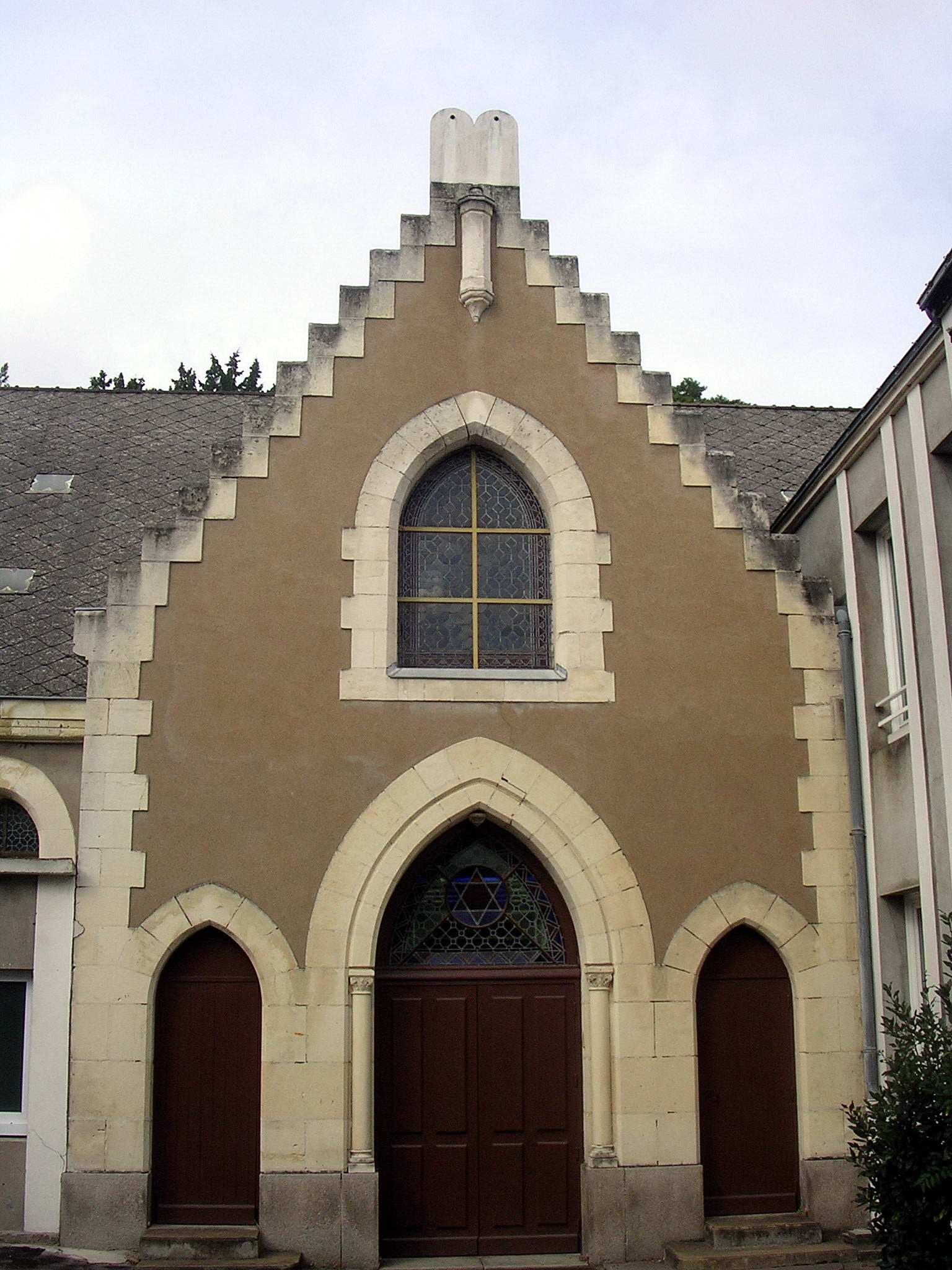
Synagoge in Nantes

Die Synagoge in Nantes, einer Großstadt im Westen Frankreichs und Hauptstadt der Region Pays de la Loire, wurde am 21. Juni 1870 eingeweiht. Die Synagoge befindet sich an der Rue Copernic Nr. 5, kaum sichtbar in einer Sackstraße in der Nähe des Stadtzentrums gelegen.

## Geschichte
Die jüdische Gemeinde in Nantes war im Mittelalter das Zentrum für die Juden in der Bretagne.
Die neuzeitliche jüdische Gemeinde in Nantes wurde im Jahr 1834 gegründet, nach der Gleichstellung der Juden während der Französischen Revolution. Die Gemeinde nutzte zunächst einen Betraum in der Rue Montesquieu und ab 1852 in der Rue de la Rosière-d'Artois, der ab 1866 für die steigende Zahl der Gemeindemitglieder zu klein geworden war.   
Mit finanzieller Unterstützung der Stadt Nantes wurde Ende der 1860er Jahre die Synagoge errichtet, die heute noch für den Gottesdienst genutzt wird. Die jüdische Gemeinde zählte bei der Errichtung der Synagoge circa 200 Mitglieder.

## Beschreibung
Die Synagoge besitzt drei spitzbogige Portale, wobei das mittlere von zwei eingestellten Säulen gerahmt wird. Nur das große spitzbogige Fenster über der Portalzone erhellt wesentlich den Synagogenraum, denn das Gebäude wird eng von den Nachbarhäusern eingeschlossen. Die Giebelspitze wird von den Gesetzestafeln bekrönt.  
Trotz der Verwüstungen durch die deutschen Besatzer während des Zweiten Weltkriegs ist die Synagogenausstattung fast vollständig erhalten.